# گونیا (صورت فلکی)
گونیا(به انگلیسی: Norma) یکی از صور فلکی جنوبی است که با صورت فلکی کژدم همسایه است که نام اولیه آن خط کش و بعد خط‌کش تی و بعداً به نام گونیا درآمده است کاشف این صورت فلکینیکلاس لوئیس د لاکایله (به انگلیسی: Nicolas Louis de Lacaille)است که ابتدا نام فرانسوی L'Équerre et La Règle را به معنی خط کش و گونیا بر آن نهاده بود.

## ستارگان
گونیا ستاره آلفا یا بتا ندارد پرنورترین ستاره آن ستاره گاما گونیا است که ستاره‌ای دوتایی است و همدم آن HJ 4841 نام دارد.
- اپسیلون(ε)گونیا نیز یک ستاره دوتایی است که همدم آن HJ 4853 نام دارد و قدر ظاهری آنان 4.54 و 6.68 است
- یوتا(ι1) گونیا یک ستاره چندتایی است و دوره آنها 26.9 سال است که فاصله‌اش تا زمین ۱۴ سال نوری است.
- مو(μ)گونیا یک ستاره متغیراز نوع آلفا دجاجه‌ای است که قدر ظاهری آن بازهٔ 4.87–4.98 را دارد و طیف آن O9.7 Iab است.
- R گونیا نیز یک ستاره متغیر از نوع میراست و بازهٔ قدر آن بین 6.5–13.9 می‌باشد و دوره آن نیز 507.5 روز است.
- S گونیا یک ستاره متغیر می‌باشد که قدر آن از 6.12 تا 6.77 تغییر می‌کند و دوره آن 9.75411 روز است و مکان آن مر کز یک خوشه ستاره‌ای باز با شماره NGC 6087 می‌باشد.

## اجرام عمقی آسمان
بدلیل اینکه این صورت فلکی در مسیر کهشکان راه شیری قرار دارد مملو از اجرم عمقی آسمان است که معروفترینش NGC 6087 است.
- NGC 6067 یک خوشه ستاره‌ای باز است که در فاصله ۱ درجه ازا کاپا گونیا قرار دارد و حدود ۱۰۰ ستاره با قدر 5.6 در آن وجود دارند.
- NGC 6087 یک خوشه ستاره‌ای باز که در حدود 3500 سال نوری از ما فاصله دارند و حدود ۴۰ ستاره با قدر ۱۱ دارد و پرنورترینش S گنیا است که ستاره‌ای متغیر بوده و قدرش ۵.۴ است.
- Sp 1 یا PK 329+02.1 که یک سحابی حلقوی است و د پنج درجه‌ای ستاره γ1&nbsp؛ گونیا قرار دارد و فاصله‌اش 1000–4700 سال نوری است و قدر ظاهری خود سحابی ۱۳.۹ و کوتوله سفید مرکز آن قدر ظاهری 14.03 است.